# Владимирский 61-й пехотный полк
61-й пехотный Владимирский полк — пехотная воинская часть Русской императорской армии. Существовал с 1700 по 1918 год и считался одним из старейших полков в Русской армии.
Полковой праздник — 23 июня.
Старшинство — 25.06.1700

## Места дислокации
В 1820 году — Александров. Второй батальон — в Слободско-Украинской губернии, при поселенной 2-й уланской дивизии. Полк входил в состав 13-й пехотной дивизии.

## Формирование и кампании полка
Полк сформирован генералом Вейде 25 июня 1700 году в Москве под названием «пехотного Юнгора Владимирский полк». В 1702 году он назван пехотным полком Порошина. 10 марта 1708 г. полк назван Владимирским пехотным. В 1727 г. полк недолго носил название 1-го Пермского. В 1790 году к нему присоединён Санкт-Петербургский пехотный полк. 29 ноября 1796 года переименован в мушкетёрский; 2 апреля 1798 года — в мушкетёрский генерала от инфантерии графа Гудовича 2-го; 8 июня 1800 года — в мушкетёрский генерала от инфантерии Розенберга, а 31 марта 1801 года — получил своё прежнее название — Владимирский полк. 22 февраля 1811 года полк переименован в пехотный.
С началом Отечественной войны 1812 года Владимирский полк был разделён на несколько отрядов. Оба действующих батальона состояли в 3-й обсервационной армии, в корпусе Каменского в 18-й пехотной дивизии Сорокина; затем эти батальоны были в армии Чичагова, во 2-м корпусе Маркова. Гренадерская рота 2-го батальона входила в состав 1-го сводного гренадерского батальона 18-й дивизии, который в свою очередь сражался в составе сводной гренадерской бригады своего корпуса. Запасной батальон был назначен в 35-ю дивизию, предназначенную для 2-й резервной армии, однако эта дивизия была переподчинена корпусу Сакена 3-й обсервационной армии.
При отражении нашествия Наполеона и Заграничных кампаниях 1813—1814 годов все батальоны Владимирского полка участвовали в сражениях при Городечно, Березине, Кёнигсварте, Бауцене, Кацбахе, Бриенне, Ла-Ротьере, Монмирале.
5 января 1815 года Владимирский полк был награждён Георгиевскими трубами с надписью: «Владимирскаго пехотнаго, за сражения: под Городечной, в Силезии, под Бриен-ле-Шато и сел. Ла-Ротьер».
28 января 1833 года к полку был присоединён Ярославский пехотный полк.
С началом Восточной войны Владимирский полк был переброшен в Крым и принял участие во множестве дел с англо-французами и турками. В Альминском сражении полк потерял убитыми — 20 офицеров и 561 нижних чинов, ранеными 29 офицеров, 583 нижних чинов, без вести пропавшими 108 нижних чинов, командир полка полковник Ковалёв был поражён в грудь, в самый Георгиевский крест. Расстроенные огнём кучки солдат приводил в порядок и лично повёл в атаку генерал от инфантерии князь П. Д. Горчаков; за этот подвиг он 21 июня 1860 г был назначен шефом полка. С 25 марта 1855 года полк защищал Севастополь вплоть до конца и получил Георгиевское знамя с надписью «За Севастополь в 1854 и 1855 гг.».
Во время русско-турецкой войны 1877—1878 годов Владимирский полк действовал под Плевной и 30 августа атаковал Плевну с юга; из двух редутов левый был занят полком; комендантом этого редута (Абдул-бей-табия) был назначен командир 1-го батальона Владимирского полка майор Горталов, геройски погибший при последовавшей атаке редута турками. За отличие в войне с турками полку 11 апреля 1879 года пожалованы знаки на головные уборы с надписью: «За взятие редута под Плевною».
Во время первой русской революции 1905—1907 годов 61-й Владимирский полк активно привлекался к подавлению революционных выступлений в Варшаве, Белостоке, Лодзи. Военнослужащие полка под командованием полковника В. Н. Обручева находились в городе Белосток Гродненской губернии во время известного еврейского погрома (1—4 июня 1906 года), а командир полка отвечал за наведение порядка в южной части города.
Во время Первой мировой войны полк находился в составе 16-й пехотной дивизии 6-го армейского корпуса, принимая участие во многих боевых операциях, в частности, в Журавненской 1915 г. Особо отличился 22 мая 1916 г. - в первый день Брусиловского прорыва.
Полк был расформирован в 1918 году.

## Знаки отличия полка
1. Полковое Георгиевское знамя с надписями: «За Севастополь в 1854 и 1855 годах» и «1700—1900». С Александровской юбилейной лентой. Высочайший приказ от 25 июня 1900 г.
2. Георгиевские трубы с надписью: «Владимирского пехотного, за сражения: под Городечной, в Силезии, под Бриен-ле-Шато и сел. Ла-Ротьер». Пожалованы 5 января 1815 г.
3. Знаки на головные уборы с надписью: «За взятие редута под Плевною 30 Августа 1877 года». Пожалованы 11 апреля 1878 г.

25 марта 1938 в Севастополе часть 3-й Бастионной улицы была выделена в самостоятельную под названием Тринадцатая улица, которая 22 декабря 1954 в связи со 100-летием первой обороны Севастополя была переименована во Владимирскую в честь пехотного полка, участвовавшего в обороне.

## Шефы полка
- 03.12.1796 — 14.03.1798 — генерал-лейтенант (с 10.04.1797 генерал от инфантерии) Беклешов, Александр Андреевич
- 14.03.1798 — 08.06.1800 — генерал от инфантерии граф Гудович, Иван Васильевич
- 08.06.1800 — 11.10.1803 — генерал от инфантерии Розенберг, Андрей Григорьевич
- 11.10.1803 — 08.09.1805 — генерал-майор Пурпур, Карл Андреевич
- 08.09.1805 — 05.03.1806 — генерал-майор Шевляков, Сергей Корнилович
- 05.03.1806 — 01.09.1814 — полковник. (с 12.12.1807 генерал-майор) Бенардос, Пантелеймон Егорович
- 21.06.1860 — 09.03.1868 — генерал от инфантерии князь Горчаков, Пётр Дмитриевич

## Командиры полка
(Командующий в дореволюционной терминологии означал временно исполняющего обязанности начальника или командира).
- 1702 — ? — Порошин, Василий Иванович
- в 1717 — Блеклый, Семён Александрович
- в 1756 — барон фон Альбедиль
- 1783—1787 — полковник Герман фон Ферзен, Иоганн (Иван) Иванович
- 01.01.1795 — 10.01.1798 — полковник Сырохнев, Иван Ефремович
- 09.04.1799 — 06.10.1800 — полковник Репнинский, Сергей Яковлевич
- 16.03.1801 — 20.07.1801 — подполковник Кононов, Яков Данилович
- 20.07.1801 — 11.10.1803 — полковник Пурпур, Карл Андреевич
- 25.03.1804 — 02.09.1809 — подполковник (с 23.04.1806 полковник) Збиевский, Тимофей Иванович
- 23.11.1809 — 20.08.1811 — подполковник Халяпин, Василий Михайлович
- 26.01.1812 — хх.хх.1815[8] — майор (с 05.12.1813 подполковник) Боровиков, Василий Васильевич
- 01.01.1816 — 28.04.1818 — полковник Титов, Николай Михайлович
- 28.04.1818 — 24.03.1826 — полковник Степанов, Алексей Никитич
- 24.03.1826 — 05.05.1829 — командующий подполковник Поплавский, Франц Михайлович
- 05.05.1829 — 21.04.1833 — подполковник (с 01.03.1833 полковник) Хржановский, Иосиф Илларионович
- 21.04.1833 — 31.05.1837 — полковник (с 18.04.1837 генерал-майор) Загорский, Иван Иванович
- 02.07.1837 — 30.01.1841 — подполковник (с 06.12.1837 полковник) Запольский, Пётр Иванович
- 30.01.1841 — 12.12.1849 — полковник (с 03.04.1849 генерал-майор) Косциельский, Иосиф Осипович
- 12.12.1849 — 18.05.1850[9] — полковник Обырн, Фома Иванович
- 18.05.1850 — 04.01.1855 — полковник (с 06.12.1854 генерал-майор) Ковалёв, Егор Сергеевич
- 04.01.1855 — 30.08.1855 — полковник (с 02.06.1855 генерал-майор) барон Дельвиг, Николай Иванович
- 30.08.1855 — 08.09.1859 — подполковник (с 21.07.1858 полковник) Венцель, Григорий Алексеевич
- 08.09.1859 — 10.11.1859 — полковник Львов, Пётр Ефремович
- 10.11.1859 — 04.08.1862 — полковник Андреянов, Александр Иванович
- 04.08.1862 — 08.11.1862 — полковник Островский, Войцех Иванович
- 08.11.1862 — 06.05.1867 — полковник Бернов, Александр Никанорович
- 06.05.1867 — хх.05.1867 — полковник Толмачёв, Владимир Афанасьевич
- 30.05.1867 — 14.01.1877 — полковник Турбин, Николай Матвеевич
- 14.01.1877 — 10.09.1877 — флигель-адъютант полковник Ильинский, Георгий Константинович
- 10.09.1877 — 22.07.1878 — полковник Аргамаков, Василий Фёдорович
- 22.07.1878 — 17.05.1891 — полковник Завадский, Виктор Валентьевич
- 29.05.1891 — 24.10.1899 — полковник Кишинец, Валериан Александрович
- 31.10.1899 — 06.07.1904 — полковник Бокщанин, Франц-Марцелин Викентьевич
- 27.07.1904 — 19.12.1906 — полковник Обручев, Владимир Николаевич
- 19.12.1906 — 12.05.1910 — полковник Тиханович, Пётр Андреевич
- 08.06.1910 — 24.05.1913 — полковник (с 13.04.1913 генерал-майор) князь Кропоткин, Дмитрий Алексеевич
- 24.05.1913 — 17.10.1915 — полковник Белявский, Алексей Петрович
- 03.11.1915 — 06.12.1916 — полковник барон Арпсгофен, Андрей Владимирович
- 14.12.1916 — 08.05.1917 — полковник Гамрат-Курек, Ксенофонт Иосифович
- 08.05.1917 — 30.06.1917 — полковник Цхакая, Виктор Георгиевич
- 30.06.1917 — хх.хх.хххх — полковник Яхонтов, Кронид Васильевич

## Известные люди, служившие в полку
- Абриньба, Дмитрий Ильич — русский полковник, позже военачальник армии Украинской Народной Республики. Атаман Гайдамацкого куреня Слободской Украины в Екатеринославе.
- Адикаевский, Алексей Семёнович — тайный советник, член Санкт-Петербургского ветеринарного комитета.
- Боронок, Алексей Никитич — русский генерал, участник Среднеазиатских походов
- Булатов, Михаил Леонтьевич — генерал-губернатор, герой екатерининских войн с Турцией, военачальник во время русско-шведской войны 1808—1809 гг. и в эпоху Наполеоновских войн.
- Бурмаков, Георгий Неофитович — русский полковник, георгиевский кавалер
- Горталов, Фёдор Матвеевич — майор, герой русско-турецкой войны 1877—1878 гг.
- Обресков, Михаил Алексеевич — действительный тайный советник, сенатор.
- Осипов, Николай Петрович — автор поэмы-бурлеска «Вергилиева Энеида, вывороченная наизнанку».
- Пейкер, Александр Александрович — тайный советник, директор Канцелярии Капитула орденов.
- Попов, Михаил Герасимович — генерал-лейтенант, начальник 1-й пехотной дивизии.
- Портнягин, Семён Андреевич — генерал-майор, герой покорения Кавказа.
- Рорбек, Трофим Людвигович — генерал-лейтенант, участник русско-турецкой войны 1877—1878 гг.
- Скульский, Аркадий Васильевич — мировой судья Любимского округа, председатель Ярославской земской управы в 1871-1887 гг., переводчик «Слова о полку Игореве».
- Сперанский, Иван Яковлевич — военный врач, писатель по медицине.
- Станкевич, Афанасий Евлампиевич — профессор военной истории Николаевской академии генерального штаба, генерал-майор.
- Хотяинцев, Иван Николаевич — генерал-майор, участник русско-турецкой войны 1828—1829 гг. и подавления польского восстания в 1831 г.
- Шкапский, Михаил Андреевич — российский командир эпохи наполеоновских войн, генерал-майор.

## Другие формирования этого имени
- 13-й уланский Владимирский полк — сформирован 21 мая 1701 г. как драгунский полк. Подробнее см. соответствующую статью.
- Владимирские пешие казачьи полки — На основании Манифеста о созыве внутреннего ополчения сформированы во Владимирской губернии 18 июля 1812 г. общим числом 6 полков, расформированы 28 октября 1814 г.